# Antonio Quadri
Antonio Quadri est un fonctionnaire vénitien pendant l'occupation française et autrichienne, écrivain, membre de l'Ateneo Veneto di Scienze, Lettere ed Arti et le l'Istituto Veneto di Scienze, Lettere ed Arti et de plusieurs académies, né à Vicence le 15 mars 1776, et mort à Venise le 20 août 1849 .

## Biographie
Antonio Quadri est le fils de Domenico Quadri, percepteur, et Teresa Meneghi. Son frère cadet, Giovanni Battista Quadri (1780-1851) a été un médecin célèbre qui a fondé une clinique ophtalmologique à Naples. Sa famille était originaire de Lugano et s'était établie à Vicence au XVIIIe siècle.
On ne connaît pas la formation d'Antonio Quadri mais il possédait une sérieuse culture humaniste, juridique et économique.
Après la chute de la république de Venise, il a participé à la campagne d'Italie, en 1799, comme commissaire dans les troupes austro-russes commandées par le général Alexandre Souvorov. En avril 1800, il succède à son père comme percepteur, et en septembre il est nommé assistant du secrétaire des finances de Vicence. Il se marie cette année-là à Vienne avec Francesca De Giuliani de Triestre dont il a eu trois enfants, dont Domenico Quadri (1801-1843) qui a composé une théorie de l'harmonie qui a été appréciée.
Après la campagne d'Italie de 1805 de la Troisième Coalition, et le retour des Français en 1806, il a été nommé conservateur du registre, puis, en 1807, vice-préfet du département de Bacchiglione, d'abord à Asiago et, en septembre de cette même année, à Bassano où il est resté jusqu'au retour de l'armée autrichienne. Il y crée des écoles primaires et normales, impose la conscription, maintien l'ordre public menacé par le grand nombre de déserteurs et de personnes pauvres qui ont afflué en ville.
Face à l'incursion de soldats autrichiens et d'insurgés du Tyrol pendant la Cinquième Coalition, il a quitté la ville en avril 1809 avec les troupes françaises. Dans son rapport, le général Pietro Domenico Polfranceschi (1766-1845) a jugé sa conduite « pusillanime », ce qui a arrêté ses possibilités d'avancement pour sa carrière administrative. Des rumeurs d'adultère entraîne le divorce d'avec sa femme en 1810.
Pendant la Sixième Coalition, les troupes autrichiennes arrivent à Bassano en 1813. Il abandonne de nouveau la ville. Il est démissionné de son poste par le gouvernement autrichien en mars 1814. Il est nommé secrétaire adjoint à la commission chargée de faire le point sur la gestion des réquisitions détenues par les préfectures. En décembre 1815, il obtient la nomination au poste de secrétaire du gouvernement par Peter von Goëss, gouverneur de la Vénétie.
En mars 1818, officiellement secrétaire du gouvernement de la Vénétie, il est nommé commissaire extraordinaire aux statistiques de Venise et coordinateur général de ses homologues en Vénétie. Il a alors commencé une intense activité publique qui lui a apporté plus tard des revenus supplémentaires.
Il s'est remarié en 1825 avec Cristina Lindlau, fille d'un officier d'artillerie autrichien, avec qui il a eu six enfants.
Il est a reçu le titre honorifique de conseiller impérial en 1841.
Il est mort le 20 août 1849, au cours l'épidémie de choléra qui s'est produite pendant le siège de la ville par les troupes autrichiennes à la suite de la proclamation de la république de Saint-Marc.

### Membre de société savantes
Il obtient en 1819 le deuxième prix de l'Académie des Sciences de Padoue pour son mémoire sur le sujet proposé par l'académie : Quel est le meilleur moyen et le moins cher pour pourvoir à la subsistance et à l'éducation des enfants abandonnés.
Il a été reçu membre ordinaire ou correspondant de l'Académie des Sciences de Padoue, de l'Institut vénitien des Sciences, des Lettres et des Arts, de l'Ateneo Veneto, de l'Académie des Sciences de Turin

### Écrivain
Il s'est tourné vers des sujets d'art et d'histoire de Venise en décrivant les monuments de la ville dans plusieurs livres dès 1821 avec Otto giorni a Venezia (« Huit jours à Venise ») qui a fait l'objet de plusieurs éditions et a été traduit en français et en allemand. Une version réduite de ce livre est publiée à Milan en 1827. Le gouvernement autrichien a critiqué cette publication « sous son propre nom et pour son propre les résultats d'une enquête gouvernementale dont les données avaient été jusqu'à l'heure alors strictement réservé ».
En 1824, il a publié un livre sur l'Histoire de la Statistique de ses origines à la fin du XVIIIe siècle qui devait servir d'introduction au livre sur les statistiques de la Vénétie publié en 1826.
Il a publié en 1826 le premier tome d'une l'histoire de l'Italie découpée en dix « périodes ». Après sa publication, ce premier livre sur l'histoire italienne des deux premières périodes traitant de l'origine des Italiens à partir des textes d'auteurs anciens a été critiqué par la censure. Les périodes suivantes n'ont pas été publiées.
Il a publié plusieurs livres illustrés par Dionisio Moretti (1790-1834), en 1828 sur le Grand Canal de Venise, en 1831 sur la place Saint-Marc.

## Publications
- Storia della statistica dalle sue origini sino alla fine del secolo 18 per servire d’introduzione ad un prospetto statistico delle provincie Venete, Giuseppe Picotti, Venezia, 1824 (lire en ligne).
- Prospetto statistico delle Provincie Venete, Venezia, Francesco Andreola, 1826.
- Otto giorni a Venezia, Parte I, Oggetti principali da vedersi nella città di Venezia e nelle isole adiacenti distribuiti in otto giornate, Francesco Andreola, Venezia, 1821, 1824 (2e édition) (lire en ligne).
- Otto giorni a Venezia, Parte II, Compendio de la storia veneta diviso en otto epoche, Francesco Andreola, Venezia, 1822, 1826 (2e édition), 1842  (lire en ligne).
- Otto giorni a Venezia, Molinari, Venezia 1821, 1824, 1830 et 1853; en français, Huit Jours à Venise, Paris 1828, 1838, 1842.
- Le dieci epoche della storia d'Italia antica e moderna, tomo 1, Epoca I e II, Felice Rusconi, Milano, 1826 (lire en ligne)
- Quattro giorni a Venezia, Felice Rusconi, Milano, 1827 (lire en ligne)
- Il Canal grande di Venezia descritto da Antonio Quadri e rappresentato in XXXXVIII tavole rilevate ed incise da Dionisio Moretti, Venezia, Dalla Tipografia di Commercio, 1831
- La Piazza di San Marco in Venezia considerata come monumento d'arte e di storia con XVI tavole in rame, Venezia, Dalla Tipografia di Commercio, 1831
- I due templi de’ Santi Giovanni e Paolo e di Santa Maria gloriosa detta de’ Frari in Venezia, tipografia Andreola, Venezia, 1835 (lire en ligne)
- Serto de' dogi Mocenigo per l'imeneo Mocenigo-Spaur : omaggio, Tipografia Armena di San Lazzaro, Venezia, 1840. (lire en ligne)
- Vier Tage in Venedig nebst einem Anhange von einem fünften Tage zum Besuche der merkwürdigsten Inseln der Laguna, Cecchini, Venezia 1846, erweiterte Auflage 1850.
- Descrizione topografica di Venezia e delle adiacenti lagune, Forni, Bologna 1844.